# 히다카정 (와카야마현)
히다카정(일본어: 日高町)은 일본 와카야마현 히다카군의 정이다.

## 지리
와카야마현 중서부에 위치하고 기이 수도와 접한다. 해안선은 리아스식 해안의 좋은 항구를 가지고 있으며, 평지는 적고 대부분이 산지이다. 기후는 온난하고 평지에서는 쌀·야채, 산지에서는 과수를 생산하고 있다.

## 역사
- 1889년 4월 1일 - 정촌제 시행과 함께 현재의 정역에 히다카군 히가시우치하라촌, 니시우치하라촌, 시가촌, 비사키촌이 성립하였다.
- 1941년 8월 1일 - 히가시우치하라촌, 니시우치하라촌이 합병해 우치하라촌이 성립하였다.
- 1954년 10월 1일 - 히다카군 시가촌, 우치하라촌, 비사키촌이 합병, 정으로 승격해 히다카정이 성립하였다.

## 교통

### 철도
- 서일본 여객철도 기세이 본선 (기노쿠니선)
  - (← 고보시) - 기이우치하라역 - (히다카군 유라정)

### 도로
- 국도 42호선